# Programmations du Festival de Confolens dans les années 1970
Cet article présente les programmations du Festival de Confolens dans les années 1970.

## Années 1970

### 1970
| Pays représentés | Nom des groupes folkloriques |
| ---------------- | --- |
| Autriche         | - Bundemusikkapelle de Birgitz |
| Espagne          | - Coros y Danzas de Grenade, - Coros y Danzas de Cáceres |
| France           | - Lo Gerbo Baudo, - Les Macciaghiolis de Bastia, - Bagad d'Auray, - Bagad Kevrenn C'hlazig de Quimper, - Les telenn Bleimor, - Les Compagnons de la Clairefontaine de Poitiers |
| Grèce            | - Groupe Folklorique de Náoussa |
| Liban            | - Ensemble Folklorique de la MEA Air Liban de Beyrouth |
| Roumanie         | - Ensemble Timisul de Timișoara |
| Tunisie          | - Troupe Nationale Folklorique Tunisienne de Tunis |
| Turquie          | - Ensemble Bakirköy Halkevi d'Istanbul |

### 1971
| Pays représentés | Nom des groupes folkloriques |
| ---------------- | --- |
| Allemagne        | - Fanfarencorprs de Völklingen Saar |
| Bulgarie         | - Ensemble Naiden Kirov de Roussé |
| Espagne          | - Santa Cecilia de Huesca, - Coros y Danzas de Asturias de Gijon |
| France           | - Lo Gerbo Baudo, - Lou Velout d'Arles, - Froupes Folklorique des Provinces d'Outre Mer, - Li Cigaloun Arlaten d'Arles, - Troupe Equestres des Gardiens d'Arles, - La Marchoise de Gençay |
| Hongrie          | - Groupe artistique Vasas de Budapest |
| Israël           | - Ensemble Folklorique de la Municipalité d'Haïfa |
| Italie           | - Groupe Chino Ermacora de Tarcento |
| Japon            | - Troupe impériale de Tokyo |
| Portugal         | - Groupos Folcloricos de Santarém |

### 1972
| Pays représentés              | Nom des groupes folkloriques |
| ----------------------------- | --- |
| Allemagne                     | - Bitburger Volkstanzgruppe de Bitburg |
| Argentine                     | - Groupe Kapacuna - Benn Pott |
| Bahamas                       | - Nassau Civic Ballet |
| Bolivie                       | - Los Jairas y Dominguez de La Paz |
| Bulgarie                      | - Svetlina de Sofia |
| Espagne                       | - Coros y Danzas de Logroño, - Coros y Danzas d'Alicante                                                                                     |
| États-Unis                    | - BYU de Provo |
| France                        | - Lo Gerbo Baudo, - Le Kevrenn Ar Flamm Bagad de Brest, - Roudelet félibréen de Château Gombert de Marseille, - Ballets occitans de Toulouse |
| Pologne                       | - Ensemble folklorique Opole d'Opole |
| Union soviétique ( Daghestan) | - Ensemble Folklorique Betja de Tsoutinme |
| Yougoslavie ( Slovénie)       | - Ensemble Foklorique Sava de Kranj |

### 1973
| Pays représentés                 | Nom des groupes folkloriques |
| -------------------------------- | --- |
| Allemagne                        | - Fanfarenzug d'Aulendorf |
| République démocratique du Congo | - Ballet Les Diabou de Brazzaville |
| France                           | - Lo Gerbo Baudo, - El Foment de la Sardana de Perpignan, - EMpi et Riaume de Romans, - Bagad er Mlinerion de Vannes, - Cercle Celtique Brizeux de Lorient |
| Grèce                            | - Groupe Lykion ton Ellinidon d'Athènes |
| Groenland                        | - Ensemble Mik de Helleup |
| Italie                           | - Sbandieratori dei Rioni de Cori |
| Laos                             | - Natasinh de Vientiane |
| Mexique                          | - Ensemble Xochipilli de Mexico |
| Pologne                          | - Ensemble Lubelskies de Lublin |
| Roumanie                         | - Ensemble Timisul de Timișoara |
| Tchécoslovaquie ( Slovaquie)     | - Ensemble Tchénik de Bratislava |
| Turquie                          | - Ensemble Kilie-Kalkan de Bursa |

### 1974
| Pays représentés            | Nom des groupes folkloriques                                                                                           |
| --------------------------- | --- |
| Allemagne                   | - Folklore Ensemble des Bezirles Gera, - Stadtkapelle Hanauer Musikverein de Kehl                                      |
| Belgique                    | - Groupe Jan Pirrewit de Schoten                                                                                       |
| Bolivie                     | - Los Ruphay de La Paz                                                                                                 |
| Bulgarie                    | - Ensemble Rosna Kitka de Sofia                                                                                        |
| Espagne                     | - Coros y Danzas de Fuengirola, - Coros y Danzas de Viveros                                                            |
| France                      | - Lous de Bazats, - Lo Gerbo Baudo, - L'avant deux du Bocage de Cerizay, - La Chavane de Montbel de Château-sur-Allier |
| Hongrie                     | - Groupe artistique Vasas de Budapest                                                                                  |
| Japon                       | - Troupe impériale de Tokyo                                                                                            |
| Paraguay                    | - Ballet Sudamericano Helio Serafini                                                                                   |
| Porto Rico                  | - Areyto de la Paz |
| Union soviétique ( Ukraine) | - Ensemble Dnestr de Zalechtchitsky                                                                                    |

### 1975
| Pays représentés                      | Nom des groupes folkloriques |
| ------------------------------------- | --- |
| Angleterre                            | - London Folk de la Ville de Londres |
| Sri Lanka                             | - Ensemble Pulashi Art Circle de Kotte |
| Finlande                              | - Karlia d'Helsinki |
| France                                | - Les amis du Vieux Poitou de Châtellerault, - Lo Gerbo Baudo, - Le Kevrenn Ar Flamm Bagad de Brest, - La Marchoise de Gençay, Bagad Kemper de Quimper, - Lous Pastous Seignossais de Seignosse |
| Liban                                 | - Troupe Hamazkaïne de Beyrouth |
| Maroc                                 | - Ensemble National Marocain de Rabat |
| Mexique                               | - Ballets Coahuilteco de Saltillo |
| Népal                                 | - Bhairab Dance Ensemble de Katmandou |
| Pologne                               | - Ensemble Wielkopolska de Poznań |
| Portugal                              | - Groupe Linha do Vale do Vouga de Pacos de Brandao |
| Roumanie                              | - Ensemble Doina Carpatiolo de Iași |
| Tchécoslovaquie ( République tchèque) | - Ensemble Trencan de Trenčín |
| Union soviétique                      | - Ensemble Art d'Osictin - Caucase |

### 1976
| Pays représentés               | Nom des groupes folkloriques |
| ------------------------------ | --- |
| Bolivie                        | - Los Ruphay de La Paz |
| Côte d'Ivoire                  | - Les Compagnons d'Akati |
| Espagne                        | - Coros y Danzas de Tenerife |
| France                         | - Lo Gerbo Baudo, - Les Troubadours Montluçonnais de Montluçon, - Bagad de Douarnenez, - Les Maitres de la Rose d'Anjou de Doué-la-Fontaine, - Banda les Baladins d'Hasparren |
| Hongrie                        | - Un siècle de musique hongroise de Budapest |
| Népal                          | - Ensemble Everest Cultural Society de Katmandou |
| Philippines                    | - Ensemble universitaire des Philippines |
| Pologne                        | - Ensemble Krakus de Cracovie |
| Union soviétique ( Kazakhstan) | - Ensemble Saltanat de la République du Kazakhstan |
| Yougoslavie ( Slovénie)        | - Ensemble Salseka Folklorina Skubina de Velenje |

### 1977
| Pays représentés             | Nom des groupes folkloriques |
| ---------------------------- | --- |
| Allemagne de l'Ouest         | - Trachtenkapelle Elters/Rhon de Hofbieber                                                                                                 |
| Bulgarie                     | - Ensemble Naiden Kirov de Roussé |
| Sri Lanka                    | - Pulasthi Art Circle de Kotte |
| Écosse                       | - Monton Hill colliery Pipe Band |
| États-Unis                   | - BYU de Provo |
| France                       | - Lo Gerbo Baudo, - Les Compagnons de la Clairefontaine de Poitiers, - Bagad de Kemper, - Grand Ballet de Tahiti, - Les Apjassons de Matha |
| Israël                       | - Ensemble Folklorique de la municipalité d'Haïfa                                                                                          |
| Italie                       | - Sbandieratori dei Rioni di Cori |
| Pologne                      | - Ensemble Poltex de Lozdz |
| Roumanie                     | - Ensemble Izvorasul de Drobeta-Turnu Severin                                                                                              |
| Turquie                      | - Ensemble Bakirkoy Halkevi Kilic Kalkan Ekibi d'Istanbul                                                                                  |
| Union soviétique ( Géorgie)  | - Ensemble Gorda de Koutaisie |
| Tchécoslovaquie ( Slovaquie) | - Ensemble Golklorique Gymnik de Bratislava                                                                                                |

### 1978
| Pays représentés                  | Nom des groupes folkloriques                                                                     |
| --------------------------------- | ------------------------------------------------------------------------------------------------ |
| République démocratique allemande | - Ensemble du District de Gera                                                                   |
| Allemagne de l'Ouest              | - Trachtenkapelle Elters/Rhon de Hofbieber                                                       |
| Argentine                         | - Groupe Kapacuna - Benn Pott                                                                    |
| Corée du Sud                      | - Pongsan Mask Dance drama de Séoul                                                              |
| Espagne                           | - Alto Aragon de Jaca                                                                            |
| France                            | - Lou Ceu de Pau, - Ciamada nissarda de Nice, - Lo Gerbo Baudo, - Banda les Baladins d'Hasparren |
| Hongrie                           | - Ensemble National de Szeged                                                                    |
| Paraguay                          | - Ballets Helio Seraffini                                                                        |
| États-Unis ( Porto Rico)          | - Ballet Areyto de San Juan                                                                      |
| Sénégal                           | - Ballet Bougarabou de Dakar                                                                     |
| Union soviétique ( Moldavie)      | - Ensemble Mersichor de Kishinev                                                                 |
| Yougoslavie ( Serbie)             | - Ensemble Zikica Jonanovic Spannac de Belgrade                                                  |

### 1979
| Pays représentés                | Nom des groupes folkloriques |
| ------------------------------- | --- |
| Bulgarie                        | - Ensemble Rosna Kitka de Sofia |
| Colombie                        | - Grupo de Danzas Universidad del Valle de Cali |
| Égypte                          | - Troupe Egyptienne de Danses Folkloriques d'Alexandrie                                                                                                |
| Espagne                         | - Ballet de Carmen Cubillo |
| France                          | - La Bourrée d'Aurillac, - La Sabotée Sancerroise de Chavignol, - Les Echassiers Seignossais, - Lo Gerbo Baudo, - Le Bagad d'Auray, - Le Bagad Belimor |
| République dominicaine          | - Ballet Folcalorico de Santo Domingo |
| Mexique                         | - Ballet Folklorico de l'Académie de la Culture de Saltillo                                                                                            |
| Pologne                         | - Ensemble Poloniny de Rzeszow |
| Portugal                        | - Rancho Folclorico e Grupo Genico de Alpiarça |
| Suisse                          | - Groupe Folklorique Le Feuillu de Plan-les-Ouates |
| Union soviétique ( Biélorussie) | - Ensemble Ranista de Grodno |
| Tchécoslovaquie                 | - Ensemble Urpin de Banská Bystrinca |